# Tourneville
Tourneville település Franciaországban, Eure megyében. Lakosainak száma 318 fő (2022. január 1.). Tourneville Brosville, Saint-Germain-des-Angles, Le Mesnil-Fuguet, Sacquenville és Bérengeville-la-Campagne községekkel határos.

## Népesség
A település népessége az elmúlt években az alábbi módon változott:
| Lakosok száma | 118  | 153  | 228  | 324  | 339  | 336  | 319  | 310  | 305  | 318  |
|               | 1968 | 1982 | 1990 | 2006 | 2013 | 2015 | 2017 | 2019 | 2020 | 2022 |